# Cyklop (powieść)
Cyklop (ang. Cyclops) – powieść sensacyjno-przygodowa autorstwa Clive’a Cusslera wydana w 1986 przez amerykańskie wydawnictwo Simon & Schuster. Jest ósmym tomem cyklu o przygodach Dirka Pitta. W Polsce ukazała się w 1992 nakładem Wydawnictwa Amber w tłumaczeniu Jacka Manickiego.

## Fabuła
Nad Morzem Karaibskim ginie prywatny sterowiec prowadzący poszukiwania węglowca „Cyklop” należącego do US Navy, który zatonął w 1918. Sterowiec z martwą załogą zostaje przypadkiem odnaleziony przez Dirka Pitta, po czym próbuje on rozwiązać zagadkę śmierci członków wyprawy i dociera do wraku zatopionego statku. W książce pojawia się tajna amerykańska baza na Księżycu, kosmonauci z ZSRR, posąg bogini z litego złota z głową wykonaną z ogromnego szmaragdu i radziecki plan zniszczenia Hawany na Kubie, by ukarać Fidela Castro.

## Odbiór
W recenzji opublikowanej w 1985 przez amerykańskie czasopismo „Kirkus Reviews” opisano Cyklopa jako „najbardziej nieprawdopodobną opowieść, jaką [Cussler] jest w stanie wymyślić” (ang. as implausible a tale as [Cussler] can invent) oraz „tandetę o dobrym tempie akcji, w ekspercki sposób puszczoną w ruch” (ang. nicely paced junk, expertly set in motion). Książka odniosła sukces wydawniczy: w lutym 1986 trafiła na listę bestsellerów „New York Timesa”, na której utrzymywała się do przełomu grudnia 1986 i stycznia 1987, a wznowienie z 2019 znalazło się na liście bestsellerów tygodnika „Publishers Weekly”. W 2025 serwis Goodreads odnotował ponad 100 wydań Cyklopa po angielsku i w innych językach.